# Desmodium amplifolium
Desmodium amplifolium är en ärtväxtart som beskrevs av William Botting Hemsley. Desmodium amplifolium ingår i släktet Desmodium och familjen ärtväxter. Inga underarter finns listade i Catalogue of Life.